# Joaquín Suárez
Pour les articles homonymes, voir Suárez.
 (octobre 2015).
Si vous disposez d'ouvrages ou d'articles de référence ou si vous connaissez des sites web de qualité traitant du thème abordé ici, merci de compléter l'article en donnant les références utiles à sa vérifiabilité et en les liant à la section « Notes et références ».
Joaquín Suárez, né le 8 août 1781 à Canelones et mort le 26 décembre 1868, est un homme d'État, chef d'État de l'Uruguay. Son nom fut donné à la ville de Joaquín Suárez.

## Biographie
Joaquín Suárez devint président de la République d'Uruguay du 1er décembre 1828 jusqu'au 22 décembre 1828. 
Il fut président par intérim du 1er mars de 1843 au 15 février 1852 durant la guerre civile contre Manuel Oribe. 
Le 28 octobre 1846, il fait adopter l'abolition officielle de l'esclavage en Uruguay. La même année, il a créé le Conseil d'État, présidé par Alexandre Chucarro. 
En 1847, il a fondé l'Institut de l'Instruction publique et l'année suivante rendu l'instruction libre. 
En 1849, il lança le plan de développement de l'université de la République, qui permit de créer quatre facultés: sciences naturelles, médecine, jurisprudence et théologie.
La guerre civile, surnommée la grande guerre, prend fin avec le traité de paix du 8 octobre de 1851, qui affirmait « Il n'y a ni vainqueurs ni vaincus » (no habrá vencidos ni vencedores), il disait aussi que l'autorité du gouvernement de la Défense était définie sur tout le territoire, que Manuel Oribe devait rester libre. Les frontières sont définies avec le Brésil voisin et Joaquín Suárez fut décoré par l'empereur du Brésil avec la grande croix de l'ordre du Christ.
Quand le régime constitutionnel est restauré le 15 février de 1852, Suárez démissionne de la présidence du Sénat, pour des raisons de santé.
Il meurt le 26 décembre 1868 et son corps repose dans la cathédrale métropolitaine de Montevideo.